# Argyrosticta panamensis
Argyrosticta panamensis là một loài bướm đêm trong họ Noctuidae.